# ICOM transport
ICOM transport is een vervoersconglomeraat uit Tsjechië. Het bedrijf is gevestigd in Jihlava en richt zich op bus- en vrachtvervoer over de weg, en beschikt tevens over een gecertificeerde Mercedes-Benz-busgarage, waar bussen van dat merk onderhouden en gerepareerd kunnen worden. In het vrachtvervoer is het bedrijf voornamelijk gespecialiseerd in levensmiddelen en kwetsbare goederen. Naast het hoofdkantoor in Jihlava heeft ICOM Transport ook vestigingen in Pelhřimov, Humpolec en Praag.

## Dochterbedrijven
Naast eigen vervoer is ICOM transport eigenaar van de volgende vervoersbedrijven:
- ČSAD Benešov, sinds 2000
- ČSAD Jindřichův Hradec, sinds 2000 een meerderheidsbelang
- ČSAD Slaný, sinds 2000
- ČSAD Ústí nad Orlicí, sinds 2000
- TRADO-BUS, sinds 2003
- TRADO-MAD, sinds 2003
- Československá automobilová doprava Praha - západ, sinds 2004

De dochterbedrijven van ICOM transport gebruiken een uniforme stijl op bussen en haltepalen.

## Statistieken
ICOM transport beschikt in totaal (alle dochterondernemingen meegerekend) over meer dan 816 bussen, 445 vrachtwagens en 2450 werknemers, waarvan ongeveer 1500 buschauffeurs. Jaarlijks worden meer dan 43 miljoen passagiers en meer dan 2,1 miljoen ton vracht vervoerd. Een groot deel van de busvloot bestaat anno 2024 uit Mercedes-Benz Intouro-bussen. Ongeveer 90% van het busverkeer bestaat uit streekvervoer; de overige 10% uit stads- en langeafstandsvervoer. De omzet in 2005 bedroeg 2,69 miljard CZK.

## Geschillen
Op 4 juni 2007 plaatste ICOM transport een verbodsbord voor voertuigen hoger dan 3,60 meter op het busstation van Jihlava. Hierdoor werd het voor bussen van vervoerder Student Agency, die er ook gebruikmaakte van, onmogelijk om het busstation op te rijden. De reden voor plaatsing van het bord was de overkapping van het perron van het net vernieuwde busstation. In augustus dat jaar werd een klacht van Student Agency bij de rechtbank ongegrond verklaard.

## Prijzen en onderscheidingen
- In 2017 ontving ICOM Transport een regionale prijs van de gouverneur van de regio Vysočina voor de goede arbeidsvoorzieningen in de particuliere sector. Het bedrijf had op dat moment meer dan 250 werknemers (alleen ICOM transport zelf meegerekend) in dienst.[4]

- In 2018 eindigde het bedrijf op derde plaats bij de prijs van de gouverneur van de regio Vysočina, ditmaal in de categorie maatschappelijk verantwoord ondernemen.[5]

## Galerij

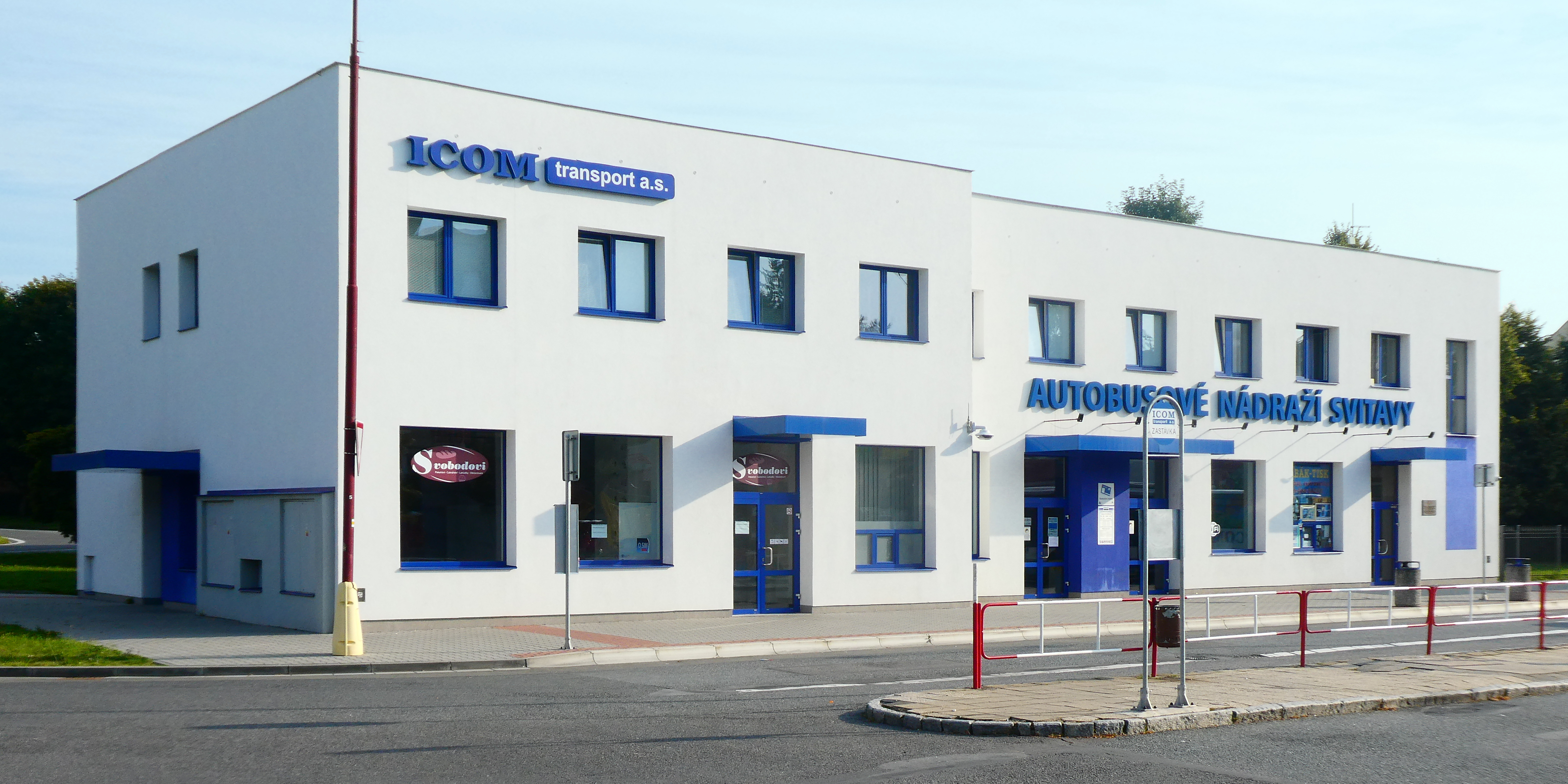
Busstation bij het depot in Svitavy (2021)
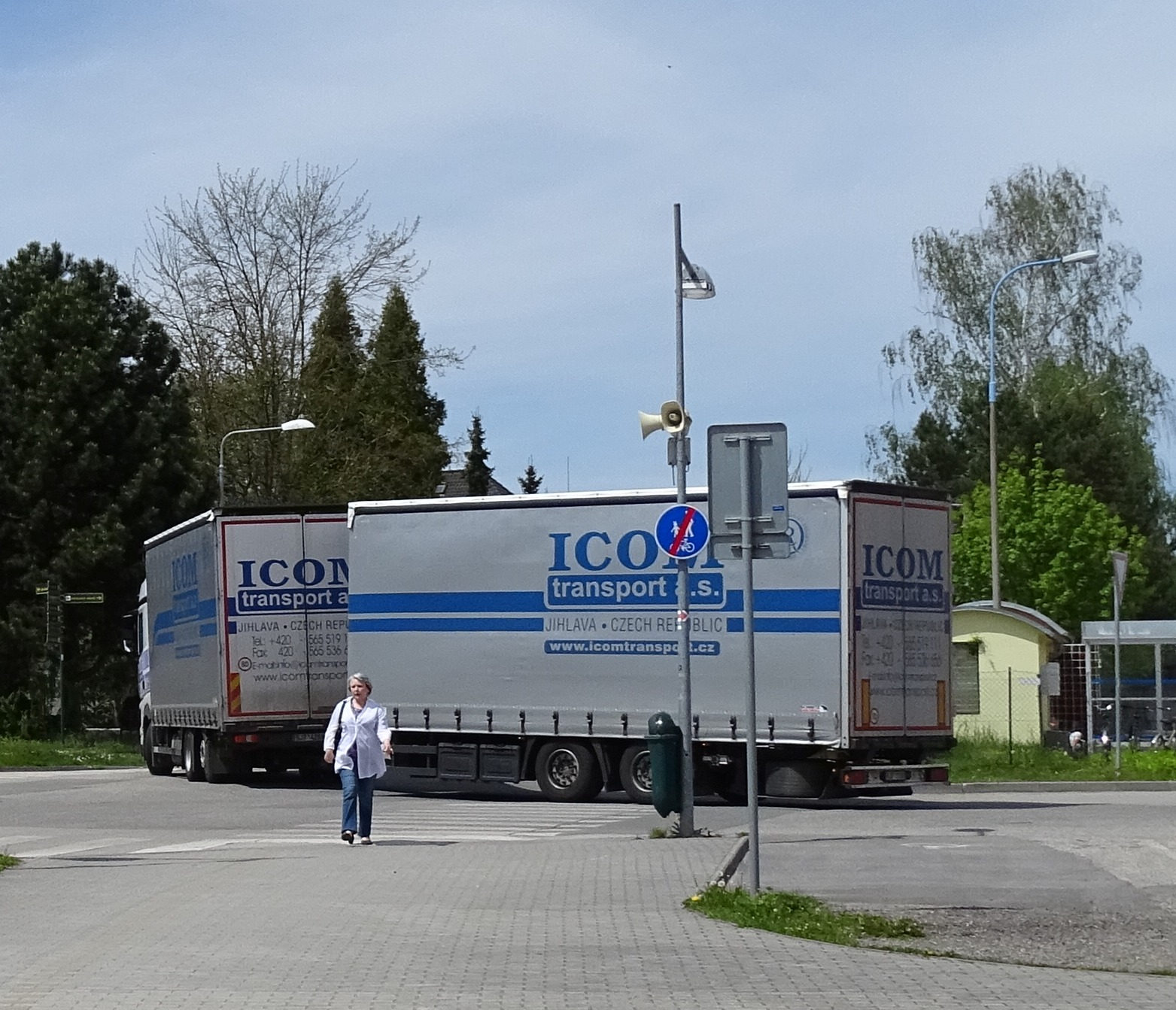
Vrachtwagen van ICOM transport (2017)
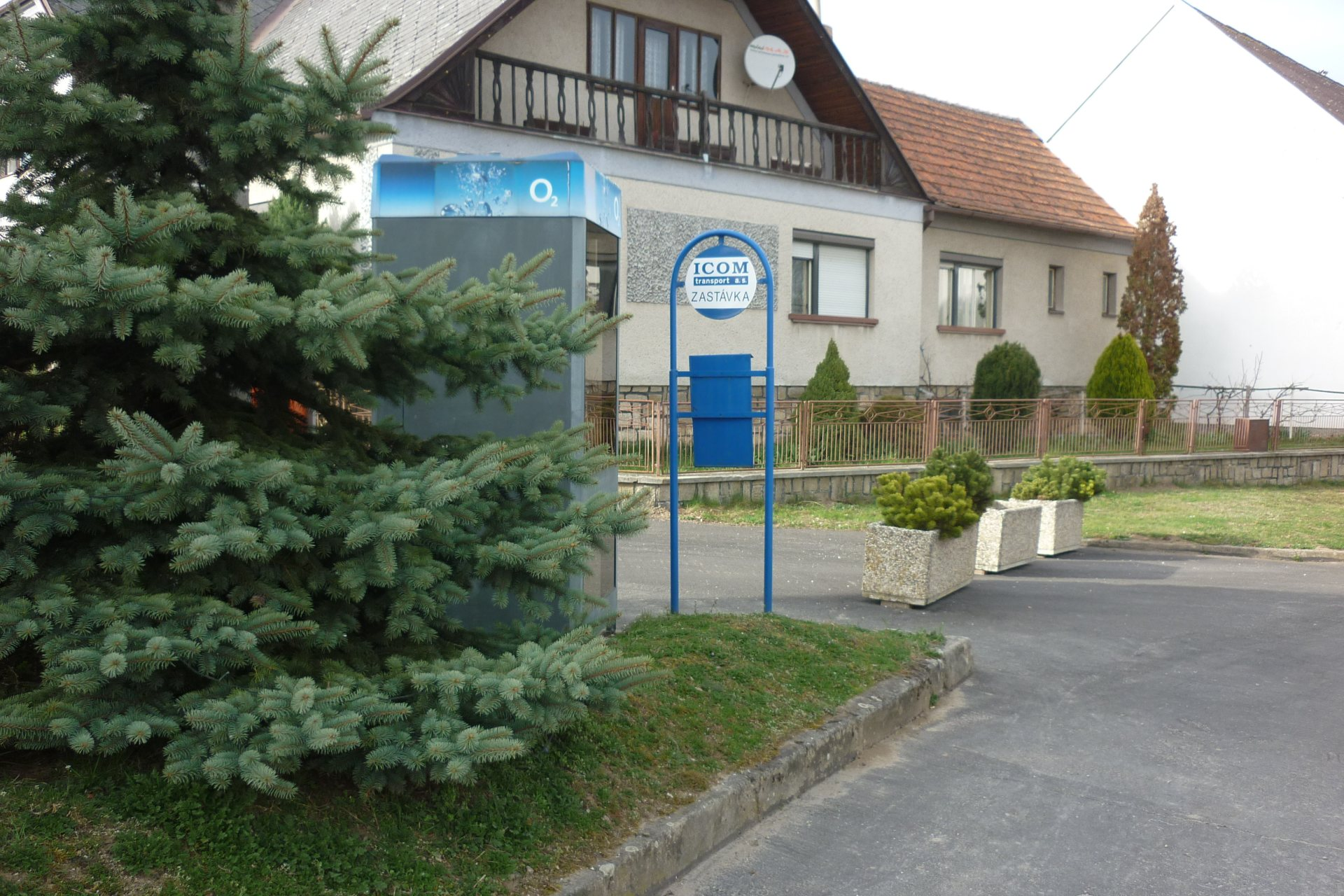
Haltepaal van ICOM transport in Červený Hrádek (2016)
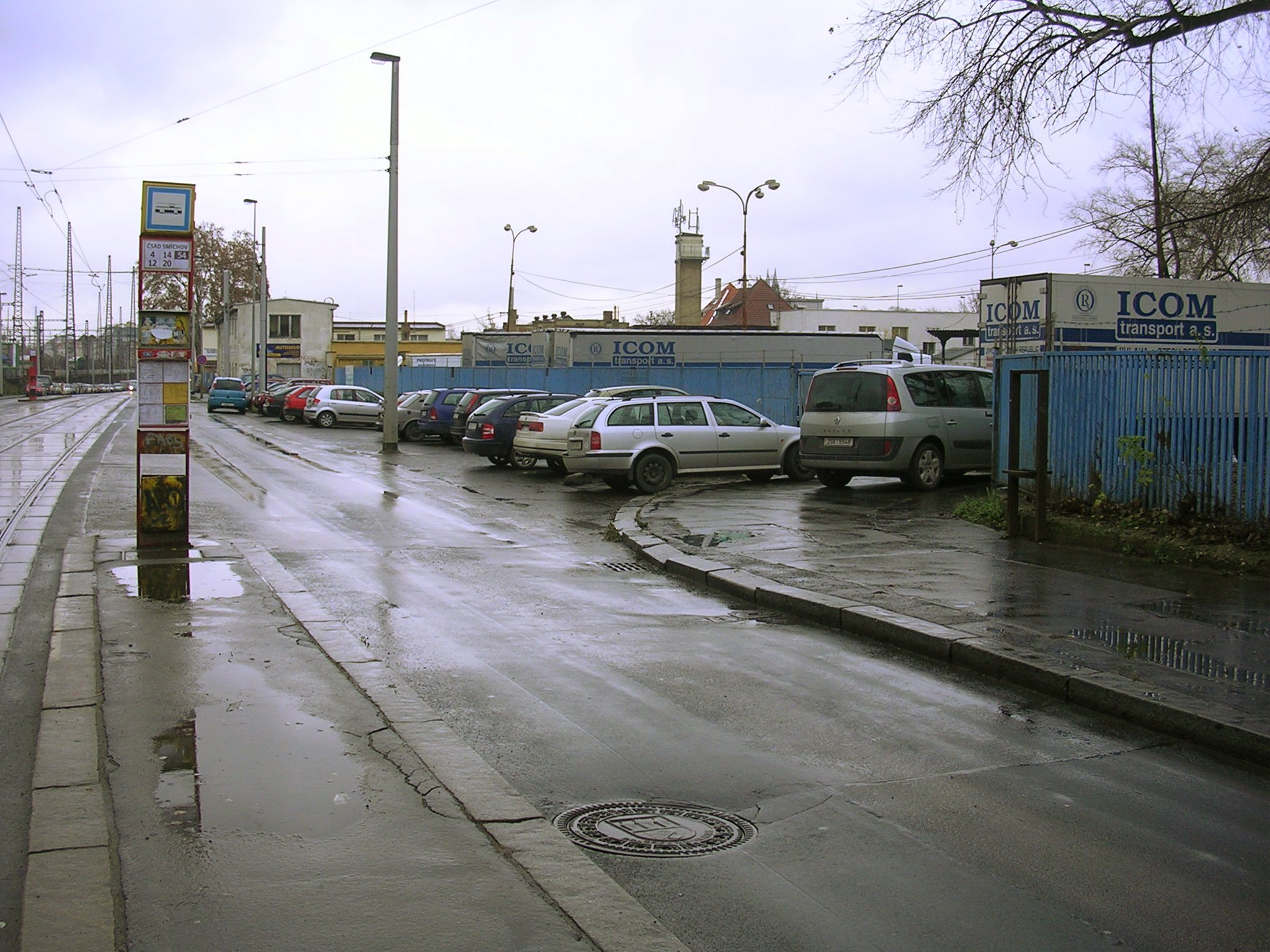
Distributiecentrum van ICOM transport in Praag (2009)
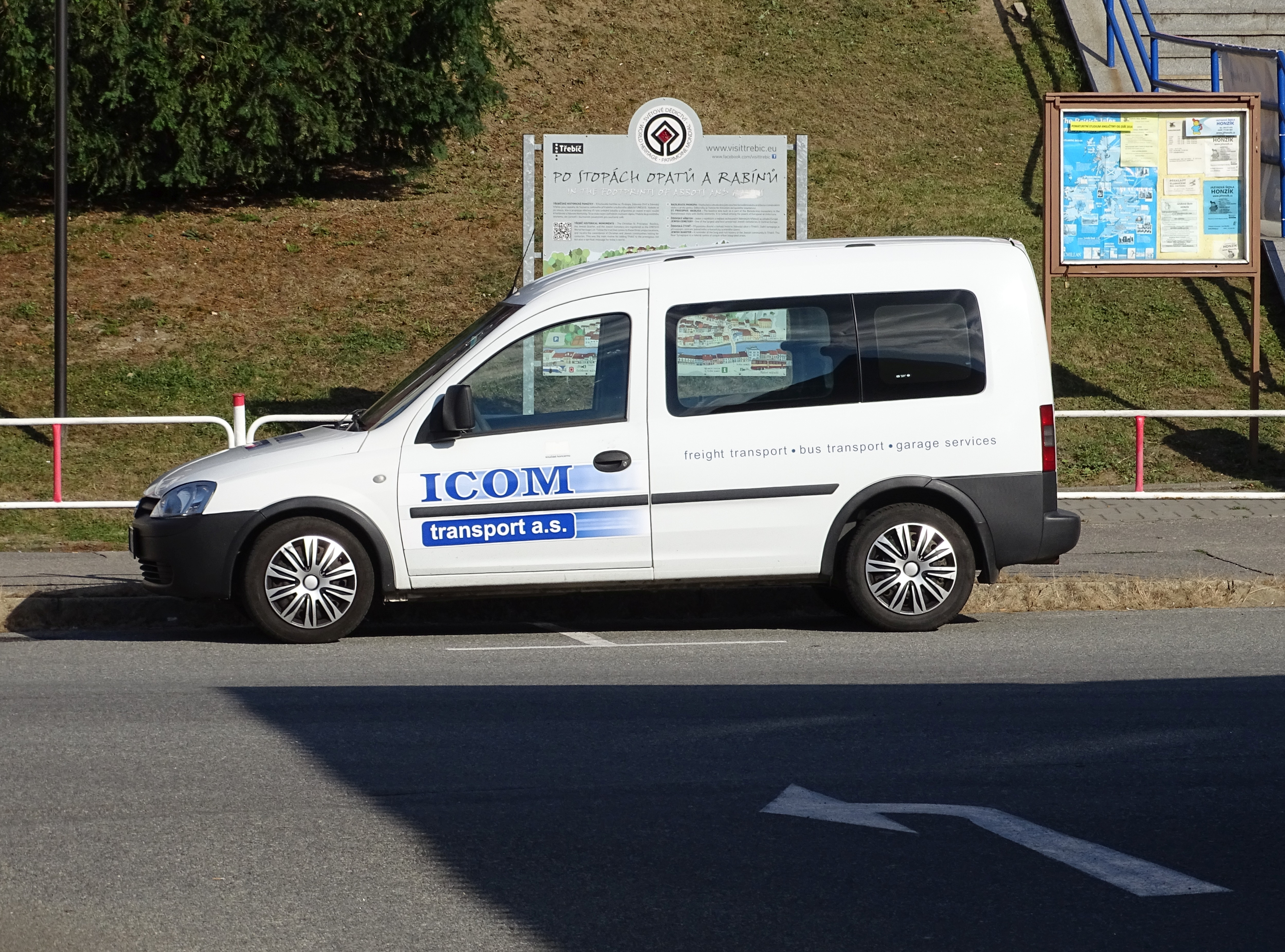
Bestelbusje van ICOM transport in Třebíč (2016)